# Palazzo delle Poste e Telegrafi (Salerno)
Il Palazzo delle Poste e Telegrafi di Salerno, detto comunemente "Palazzo delle Poste", si trova nel centrale Corso Garibaldi e si affaccia secondariamente sul Lungomare Trieste.

## Storia
Nel 1919 prende forza l'idea di realizzare una sede specifica per gli uffici postali, e nel 1921 venne dato incarico agli ingg. Toma e Donzelli di redigere un progetto su un suolo concesso dal Comune, ma il progetto si blocca sul nascere.
Con l'avvento del regime l'onere della costruzione passa al Ministero delle Comunicazioni che nel 1928 dà il via ai lavori su progetto dell'ing. Roberto Narducci, dell'Ufficio Tecnico del Ministero, e con appalto all'impresa napoletana dell'ing. Cesare Giovagnoni.
Il progetto inizialmente si articolava su quattro livelli più un seminterrato, ma già nel 1931 vi fu un aumento volumetrico con la realizzazione di una sopra elevazione in corrispondenza del piano attico.
Il 28 ottobre del 1932, alla presenza del Sottosegretario alle Comunicazioni Lojacono, il primo degli edifici monumentali della Salerno del Novecento (diecimila metri cubi di volumetria) fu inaugurato.
Durante i mesi di Salerno Capitale fu sede del Sottosegretariato delle Poste e Telegrafi.
Nel 2012 il Palazzo, pur conservando l'Ufficio Postale al piano terreno, è stato acquistato dalla Rainone Real Estate che ha affidato allo Studio L22 (Gruppo Lombardini) il compito di progettarne il restauro e la trasformazione in residence di lusso. I lavori, iniziati nel 2016 terminano nel 2018, con il completo recupero della struttura, la realizzazione di roof garden in copertura e di parcheggi automatici interrati.

## Architettura

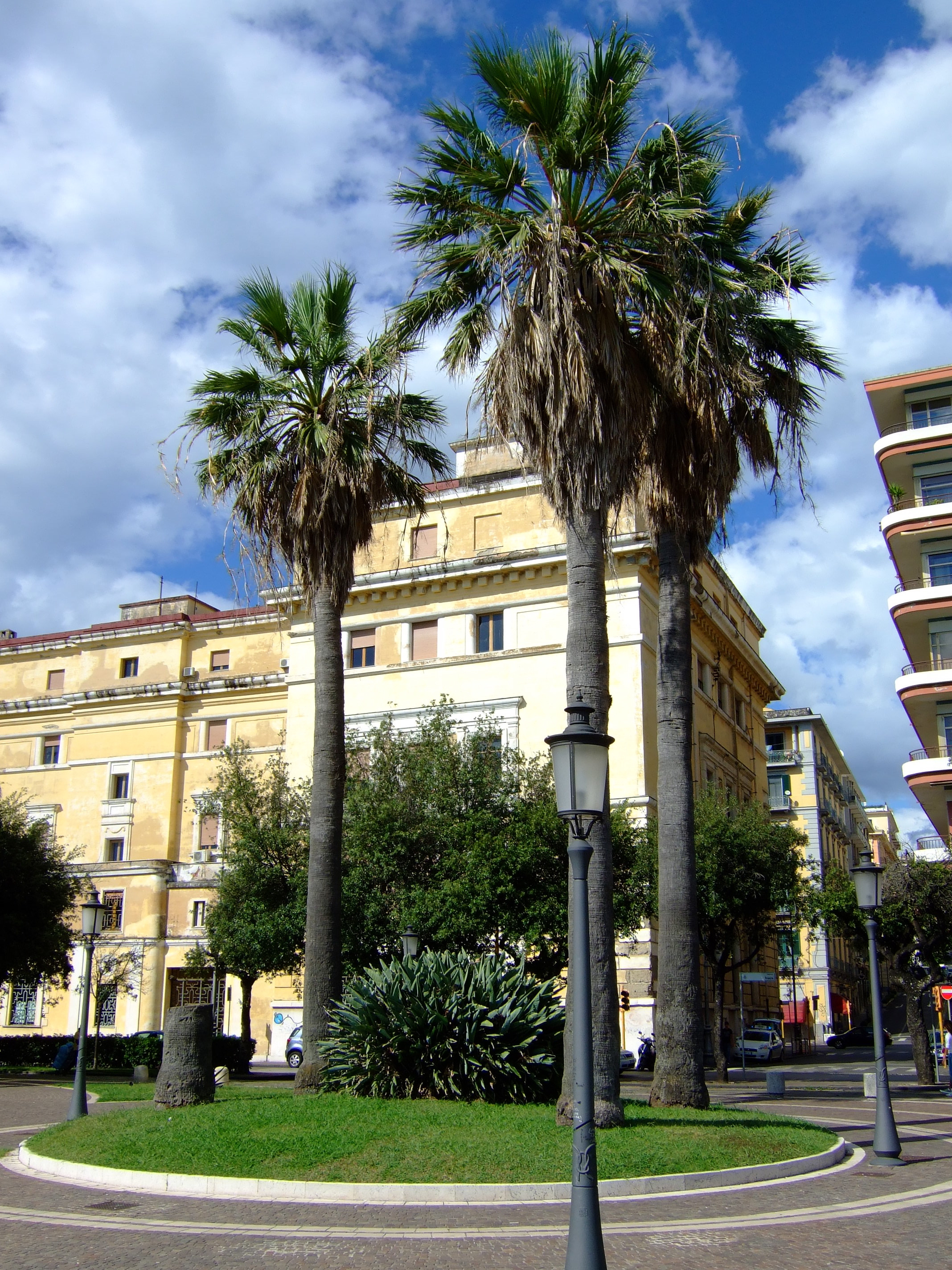
Il Palazzo visto dal Lungomare Trieste

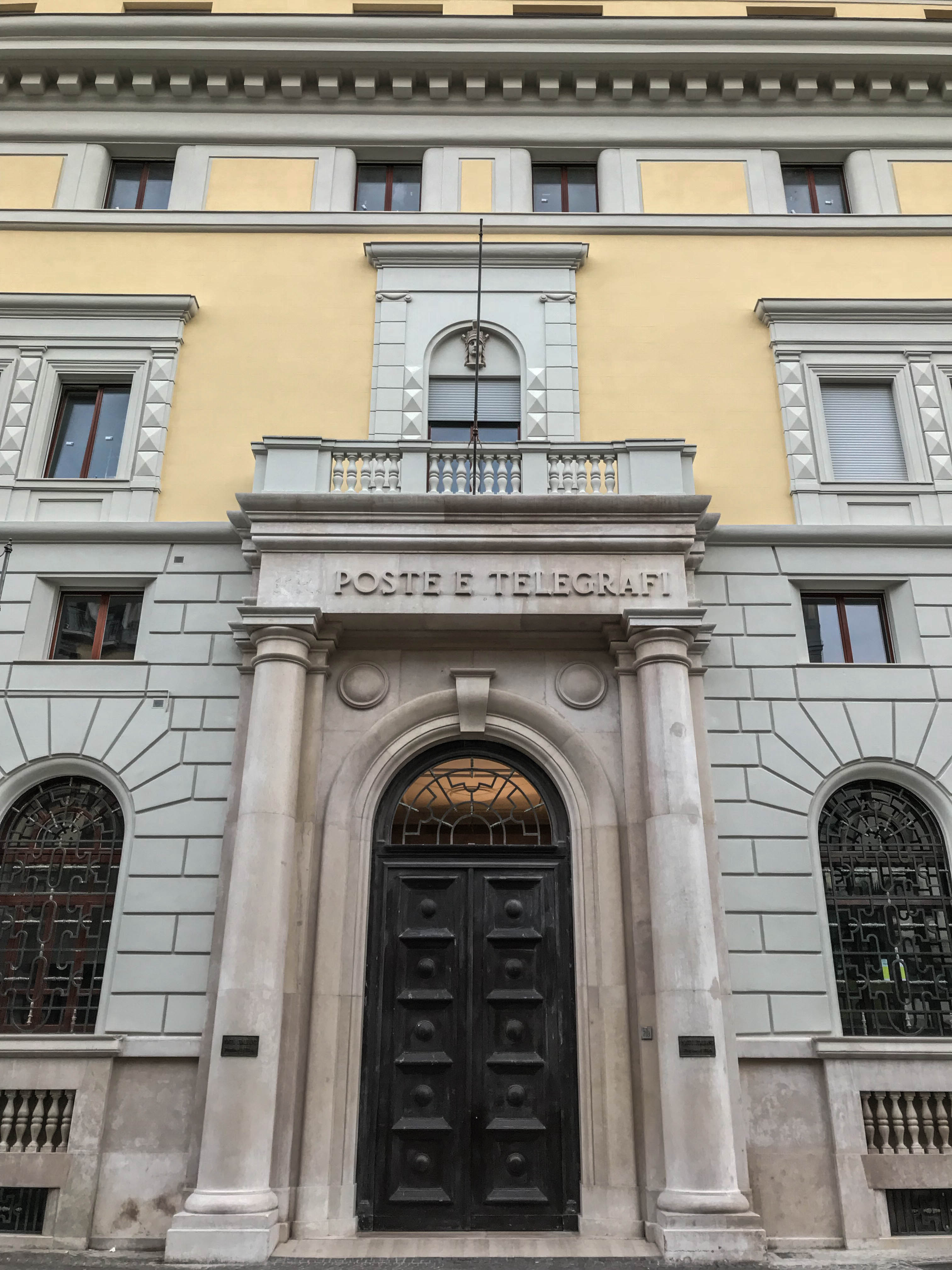
L'ingresso

L'edificio è impostato secondo i dettami della simmetria e della monumentalità di un classico modernizzato, con un fronte compatto ed unitario sul Corso Garibaldi (ingresso principale) ed un fronte articolato sul l'ingresso secondario del Lungomare Trieste, realizzato in muratura mista di calcare e travertino fino al primo piano, ed in tufo giallo per i restanti livelli.
Il primo piano e l'ammezzato, rivestiti da intonaco a bugnato, poggiano su uno zoccolo tinto bianco (seminterrato). La cornice marcapiano allinea le finestre del piano nobile, dei gruppi scultorei angolari e del balcone centrale, quest'ultimo sorrido da due colonne che fiancheggiano l'arco d'ingresso.
Sulla parete ad intonaco liscio del secondo livello si aprono finestre quadrate chiuse da una doppia li statura orizzontale che corre lungo tutto il perimetro dell'edificio. Conclude i cinque piano originari un cornicione di coronamento su cui poggia un piano attico, in origine solo in corrispondenza della parte centrale, delimitata dai due gruppi scultorei opera dell'artista romano Conti.
Il lato che prospetta sul lungomare è invece composto da un corpo isolato su due livelli posto tra le ali estreme dell'edificio principale e il piccolo cortile interno.
Gli interni presentano ampi spazi dalle pareti rivestite in pregiato marmo Verdello, pavimenti a mosaico in ceramica di Cremona, scalone monumentale e decorazioni a stucco. I locali seminterrati erano adibiti a depositi, mentre le due grandi sale del piano terra erano destinate al pubblico. Il piano ammezzato era destinato agli uffici dell'economato, mentre il primo piano ospitava la Direzione Provinciale, gli uffici degli ispettori e la sala riunioni. Il secondo piano era sede della stazione amplificatrice della rete telefonica e degli impianti telegrafici. 
Il piano attico ospitava gli uffici del circolo delle costruzioni telegrafiche. La piccola dépendance lato lungomare era destinata a rimessa, magazzino, deposito biciclette, locali per il custode e dopolavoro ferroviario. In seguito ai lavori di riqualificazione, terminati nel 2018, il corpo su due livelli lato lungomare Trieste è stato abbattuto e parzialmente ricostruito per permettere la realizzazione di parcheggi automatici interrati e del giardino condominiale.